# Діабазова структура
Діабазова структура, також офітова структура — кристалічна структура, для якої характерна наявність ідіоморфних призматичних або таблитчастих кристалів плагіоклазу. Клиноподібні проміжки між ними зайняті ксеноморфними кристалами авгіту. Властива діабазам і долеритам.